# Ligne de Mortagne-au-Perche à Sainte-Gauburge
La ligne ferroviaire de Mortagne-au-Perche à Sainte-Gauburge est une ancienne ligne de chemin de fer française, se trouvant dans le département de l'Orne et la région Basse-Normandie.
Cette ligne reliait le pays d'Ouche méridional au Perche septentrional selon un axe nord/sud.

## Histoire
La ligne est mise en service le 29 décembre 1881, elle relie entre elles les localités de Sainte-Gauburge (maintenant Sainte-Gauburge-Sainte-Colombe) et de Mortagne-au-Perche, deux nœuds ferroviaires importants dans cette période d'apogée du chemin de fer.
- Le 16 décembre 1875, déclaration d'utilité publique d'une ligne de Mortagne à Mézidon dont la ligne de Mortagne-au-Perche à Sainte-Gauburge constitue une section[1].

Une loi du 14 juin 1878 autorise le ministère des Travaux publics à entamer les travaux de construction de cette ligne. 
- Le 29 décembre 1881, mise en service de la ligne.

La ligne est cédée par l'État à la Compagnie des chemins de fer de l'Ouest par une convention signée entre le ministre des Travaux publics et la compagnie le 17 juillet 1883. Cette convention est approuvée par une loi le 20 novembre suivant.
- Le 5 mai 1938, fin du service voyageurs par rail et transfert sur la route.
- Le 1er août 1950, fermeture du service marchandises de Soligny-la-Trappe à Mortagne-au-Perche.
- Le 27 août 1953, fermeture du service marchandises de Sainte-Gauburge à Soligny-la-Trappe.
- Le 24 mai 1960, déclassement de la ligne.